# Harold Spencer Jones
Sir Harold Spencer Jones (* 29. März 1890 in London; † 3. November 1960 ebenda) war ein britischer Astronom.

## Leben
Jones ging in London zur Schule und studierte an der Universität Cambridge (Jesus College) mit dem Abschluss 1911. Er wurde Fellow des Jesus College und war ab 1913 Hauptassistent am Royal Greenwich Observatory als Nachfolger von Arthur Eddington. Im Ersten Weltkrieg arbeitete er zeitweise für das Kriegsministerium zum Beispiel über Optik. 1918 heiratete er. 1923 bis 1933 war er Königlicher Astronom in Kapstadt als Nachfolger von Sydney Hough und 1933 wurde er Königlicher Astronom (Astronomer Royal) in Greenwich als Nachfolger von Frank Dyson, was er bis 1955 blieb.
1939 bis 1960 war er Präsident des British Horological Institute. 1945 bis 1948 war er Präsident der Internationalen Astronomischen Union. und 1937 bis 1939 der Royal Astronomical Society.
Spencer Jones bestimmte die Sonnenparallaxe anhand von Beobachtungen des Kleinplaneten 433 Eros während dessen Annäherung an die Sonne 1930/31 und veröffentlichte Spencers Osterformel.

## Auszeichnungen
- 1943 Goldmedaille der Royal Astronomical Society
- 1943 Royal Medal der Royal Society
- 1943 Mitglied der National Academy of Sciences
- 1943 Knight Bachelor[1]
- 1945 Jules-Janssen-Preis
- 1945 Mitglied der American Academy of Arts and Sciences
- 1945 Assoziiertes Mitglied der Königlichen Akademie von Belgien[2]
- 1946 Korrespondierendes Mitglied der Académie des sciences (seit 1955 auswärtiges Mitglied, associé étranger)[3]
- 1949 Bruce Medal
- 1951 Ehrenmitglied (Honorary Fellow) der Royal Society of Edinburgh[4]
- 1955 Knight Commander of the British Empire[1]
- 1970 Namensgeber für den Mondkrater Spencer Jones
- 1990 Namensgeber für den Asteroiden (3282) Spencer Jones[5]

Er besuchte die Weihnachtsinsel, die ihm eine Briefmarke widmete.